# Dub Wars
Dub Wars è un album del gruppo reggae californiano Groundation, uscito nel 2006. Comprende le versioni dub di alcune canzoni tratte dagli album Hebron Gate e We Free Again.

## Tracce
1. Ruling Dub (7:04) - versione dub di Babylon Rule Dem
2. Don's Intro (5:52) - versione dub di Undivided
3. Elder's Dub (5:32) - versione dub di Freedom Taking Over
4. The Dragon (6:42) - versione dub di Weeping Pirates
5. Elements (5:27) - versione dub di Silver Tongue Show
6. Dub Rise (7:11) - versione dub di Dem Rise
7. Dub Them All (5:51) - versione dub di Wish Them Well
8. The Mountain (6:03) - versione dub di Praising
9. Feel Jah's Dub (4:47) - versione dub di Feel Jah
10. The Seventh Dub (6:05) - versione dub di The Seventh Seal